# Tycherus horstmanni
Tycherus horstmanni är en stekelart som beskrevs av Diller 2006. Tycherus horstmanni ingår i släktet Tycherus och familjen brokparasitsteklar. Inga underarter finns listade i Catalogue of Life.